# Edifício Verizon
O Edifício Verizon é um prédio em Art Deco de 32 andares na cidade de Nova York, localizado nos bairros Financial District/Tribeca em Lower Manhattan. Seu nome provém da Verizon Communications, para a qual serve como sede. O edifício está localizado na 140 West Street, ao lado do local do World Trade Center e World Trade Center 7 e é delimitado pelas ruas Barclay, Washington e Vesey.
O edifício passou por grandes danos durante os ataques de 11 de setembro de 2001. Sua espessa alvenaria e a utilização dela para proteger as colunas de aço e os elementos estruturais do edifício ajudaram a proteger a estrutura dos ataques. A restauração do prédio após os ataques levou três anos, a um custo de 1,4 bilhões de dólares.
O edifício foi adicionado ao Registro Nacional de Lugares Históricos em 30 de abril de 2009, e seu exterior e interior do primeiro andar foram declarados marcos da cidade pela Comissão de Preservação de Marcos da Cidade de Nova York em 1 de outubro de 1991.